# Pierre-Honoré Hugrel
Ne doit pas être confondu avec Honoré Hugrel.
Pierre-Honoré Hugrel, né à Paris le 17 novembre 1827 et mort à Paris 9e le 18 mai 1899, est un peintre  français.
Il ne doit pas être confondu avec le peintre paysagiste mâconnais Honoré Hugrel (1880-1944).

## Biographie
Son tableau Nymphe jouant avec l'Amour a été récompensé par une médaille.

## Œuvres
Ses œuvres sont notamment des œuvres de nu représentant des scènes antiques.
- Sacrifice au dieu Pan [4],
- Bacchante [5]
- Ariane[6],
- Nymphe jouant avec l'Amour[7], Musée des beaux-arts de Beaune
- L'empereur Napoléon III[8].
- Pastorale[3]